# Daveed Diggs
Daveed Diggs   (Oakland, 24 de gener de 1982) és un actor, raper, cantant, cantautor, guionista i productor estatunidenc. És el cantant del grup de hip-hop experimental Clipping. El 2015 va interpretar els papers de Marquis de Lafayette i Thomas Jefferson en el musical de Broadway Hamilton, per aquesta actuació, el 2016, va guanyar el Premi Tony al Millor Actor de repartiment d'un Musical. El mateix any, juntament amb el repartiment de Hamilton, va guanyar el Premi Grammy al millor àlbum de teatre musical.
Després de Hamilton, Diggs va tenir un paper recurrent a la sèrie Black-ish (2016–2018) i va aparèixer a la pel·lícula Wonder (2017) i Velvet Buzzsaw (2019). L'any 2018, va escriure, produir i protagonitzar la pel·lícula Blindspotting, per la qual va rebre una nominació als Premis Independent Spirit com a millor actor protagonista. El 2021 va ser el creador, guionista i productor executiu de la sèrie spin-off de la pel·lícula Blindspotting i també va fer una aparició com a convidat. Des del 2020, protagonitza la sèrie Snowpiercer, basada en la pel·lícula del mateix nom. El 2021 va ser nominat a un Premi Emmy a la categoria de millor actor de repartiment d'una mini sèrie o pel·lícula per a televisió per la seva actuació enregistrament en directe de Hamilton, que va ser estrenada el 2020 a Disney+.

## Primers anys i educació
Daveed Diggs va néixer a Oakland, California. Els seus pares són la Barbara, una treballadora social, i en Dountes Diggs, un conductor d'autobús. El seu nom s'escriu amb dues lletres E ja que el seu pare li agradava com quedava. La seva mare és jueva i el seu pare és afroamericà, això el va ajudar amb la seva identificació: "Les cultures mai van semblar separades— tenia molts amics multiracials. Quan era jove m'identificava com a jueu, però també acollia la part del meu pare".
Diggs va anar a la Berkeley High School i a la Universitat de Brown, d'on es va graduar l'any 2004. A la universitat va ser reclutat en l'àmbit d'atletisme i va superar el rècord dels Brown Bears en 110 metres tanques durant el seu segon any a la universitat amb un temps de 14.21 segons. Després de graduar-se, va treballar com a professor substitut.

## Carrera

### Teatre
Diggs va ser part del tour nacional de Word Becomes Flesh.
Va conèixer al lletrista, actor, cantant, raper, productor i autor Lin-Manuel Miranda a través del director Thomas Kail mentre actuava en el grup de freestyle Freesstyle Love Supreme. El 2012, Lin-Manuel, va invitar a Diggs a llegir i escoltar una de les primeres versions del musical Hamilton. Diggs va quedar impressionat amb les Demos d'en Lin i la seva passió pel projecte. El 2015, Off-Broadway, va interpretar a Marquis de LaFayette i Thomas Jefferson i va continuar amb el mateix paper quan el musical es va traslladar a Broadway. Per la seva actuació va guanyar el Tony al millor actor de repartiment d'un musical i també el Grammy per l'àlbum del musical. Diggs va actuar al musical per última vegada el 15 de juliol de 2016.

### Música
Diggs és el vocalista i compositor del grup de hip-hop experimental clipping. El grup va ser fundat per William Hutson i Jonathan Snipes el 2009 i el 2010 Diggs va unir-s'hi. El grup va publicar el seu primer àlbum mixtape midcity el 2013. El seu àlbum CLPPNG, am Sub Pop Records, va ser publicat el 2014 i van fer una gira anomenada CLPPNG Tour. El 2016 van publicar un EP titulat Wriggle i més tard l'àlbum Splendor & Misery. El 2017 van publicar una cançó de 5 minuts i mug titulada The Deep, que parla sobre una societat descendent d'esclaus i que viu sota l'aigua. El següent any, la cançó va ser nominada el Premi Hugo en la categoria de millor presentació dramàtica (format curt). El 2019, van publicar l'àlbum There Existed an Addiction to Blood i el 2020 van publicar la seqüela de l'àlbum: Visions of Bodies Being Burned.
Diggs també forma part del grup True Neutral Crew, amb Brian Kinsman, Margot Padilla i Signor Benedick the Moor. Van publicar el seu àlbum debut soft rules el 2016.
El 2010, juntament amb Rafael Casal, va publicar un àlbum: THE BAY BOY Mixtape.
També és membre de Freestyle Love Supreme (FLS), un grup de rap freestyle, del qual Lin-Manuel Miranda i Thomas Kail en formen part.
Ha col·laborat en cançons d'artistes com Busdriver, George Watsky, Rafael Casal i Leslie Odom, Jr. i també va compondre i interpretar una cançó de rap per a la pel·lícula del 2016 Zooptopia.
El desembre de 2020, Diggs, juntament amb William Hutson i Johnathan Snipes, es va associar amb Disney Channel per produir una cançó festiva per el Hannukah. La cançó es va titular "Puppy for Hanukkah".

### Televisió
Diggs ha tingut papers recurrents a les sèries The Get Down, Black-ish i Unbreakable Kimmy Schmidt. També va aparèixer en un episodi de Law & Order: Special Victims Unit.
Diggs va ser el productor executiu de la sèrie de 2017 de ABC The Mayor. També va compondre música i va aparèixer com a actor convidat. A principis de 2017 va fer el paper d'un del germans del Sr. Noodle, en el segment de "Elmo's World" de Barri Sèsam.
A principis del 2018 va aparèixer en diversos anuncis del servie de pagament digital Zelle.
A l'any 2020 va fer la seva primera aparició a la sèrie de Snowpiercer, l'adaptació de la pel·lícula amb el mateix nom. També va aparèixer en el paper de Frederick Douglass a la mini sèrie The Good Lord Bird.

### Cine
Diggs va debutar a Hollywood amb la pel·lícula animada de Disney Zootopia, per la qual va compondre i interpretar "Parlez Vous Rap".
L'any 2017, Daveed Diggs va aparèixer a la pel·ílcula Wonder interpretant el Sr. Browne, el professor de l'Auggie, el protagonista; un nen amb el síndrome de Treacher Collins. Aquell mateix any va tenir un paper de veu a la pel·lícula d'animació Ferdinand, on va interpretar Dos.
Juntament amb el seu amic de tota la vida Rafael Casal, el 2018, va co-escriure, co-produir i co-protagonitzar la pel·lícula Blindspotting, la qual va estrenar-se el gener de 2018 al Festival Sundance. El 27 de juliol de 2018 va tenir lloc l'estrena a cinemes. La pel·lícula segueix al personatge de Diggs, en Collin, qui està intentant passar els últims tres dies del seu llarg any de llibertat condicional sense cap incident. Diggs va rebre bones crítques per la seva actuació a la pel·lícula.
Diggs dona veu a Sebastian al remake de la pel·lícula de La Sireneta. A la pel·lícula es reuneix amb Lin-Manuel Miranda, qui ha co-compost cançons originals per la pel·lícula i també n'és un dels productors.

## Vida personal
La seva parella és l'Emmy Raver-Lampman, amb qui es va conèixer el 2015 quan actuaven junts al musical Hamilton.

## Crèdits

### Cine
| Any  | Títol                                            | Paper                                   | Notes                                     |
| ---- | ------------------------------------------------ | --------------------------------------- | ----------------------------------------- |
| 2010 | Rock Hard: The Rise and Fall of Sexual Detergent | Neil Davis                              | Curtmetratge                              |
| 2012 | Yoga Boner                                       | Daveed                                  | Curtmetratge                              |
| 2016 | Zootopia                                         | N/A                                     | Compositor i intèrpret: "Parlez-Vous Rap" |
| 2016 | Growing Up Wild                                  | Narrator                                | Documental                                |
| 2017 | Wonder                                           | Sr. Thomas Browne                       |                                           |
| 2017 | Ferdinand                                        | Dos (voice)                             |                                           |
| 2018 | Blindspotting                                    | Collin Hoskins                          | També guionista i productor               |
| 2019 | Velvet Buzzsaw                                   | Damrish                                 |                                           |
| 2020 | Hamilton                                         | Marquis de Lafayette / Thomas Jefferson | Versió filmada a Broadway el 2016         |
| 2020 | Soul                                             | Paul (veu)                              |                                           |
| 2021 | The Starling                                     | Ben                                     |                                           |
| 2023 | The Little Mermaid                               | Sebastian (veu)                         | Postproducció                             |

### Televisió
| Any          | Títol                             | Paper                                         | Notes                                      |
| ------------ | --------------------------------- | --------------------------------------------- | ------------------------------------------ |
| 2014         | Hobbes and Me                     | Hobbes                                        | 8 episodis; sèrie web                      |
| 2015–2016    | Law & Order: Special Victims Unit | Counselor Henderson                           | 2 episodis                                 |
| 2016–2017    | The Get Down                      | Adult Ezekiel Figuero                         | 10 episodis                                |
| 2016–2018    | Black-ish                         | Johan Johnson                                 | 10 episodis                                |
| 2017         | Sesame Street                     | Sr. Noodle's Brother                          | Episodi: "Elmo Comes Clean"                |
| 2017         | Unbreakable Kimmy Schmidt         | Perry                                         | 3 episodis                                 |
| 2017         | Tour de Pharmacy                  | Slim Robinson                                 | Pel·lícula de TV                           |
| 2017         | The Mayor                         | Mac Etcetera                                  | Episodi: "Pilot"; també productor executiu |
| 2018         | BoJack Horseman                   | Cooper Thomas Rogers Wallace Sr. (veu)        | Episodi: "The Amelia Earhart Story"        |
| 2018–2020    | Bob's Burgers                     | Jesse / Douglas (veu)                         | 2 episodis                                 |
| 2019         | Undone                            | Tunde (veu / captura de moviment rotoscòpia)) | 6 episodis                                 |
| 2019         | Green Eggs and Ham                | Mouse (veu)                                   | Episodi: "Mouse"                           |
| 2019–2020    | Star Wars Resistance              | Norath Kev (veu)                              | 4 episodis                                 |
| 2020–present | Snowpiercer                       | Andre Layton                                  | Paper principal                            |
| 2020–present | Central Park                      | Helen (veu)                                   | Regular                                    |
| 2020         | The Good Lord Bird                | Frederick Douglass                            | 3 episodis                                 |
| 2021         | Mixed-ish                         | Adult Johan                                   | Episodi: "Forever Young"                   |
| 2021         | Blindspotting                     | Collin Hoskins (veu)                          | Episodi: "Bride or Die"                    |

### Teatre
| Any       | Títol                                     | Paper                                       | Teatre                             |
| --------- | ----------------------------------------- | ------------------------------------------- | ---------------------------------- |
| 2005      | Temptation                                | Dr. Henry Foustka                           | Custom Made Theatre Company        |
| 2006      | Two Rooms                                 | Walker Harris                               | Custom Made Theatre Company        |
| 2006      | The Tempest                               | Ferdinand / Caliban                         | San Francisco Shakespeare Festival |
| 2007      | Jesus Hopped the 'A' Train                | Angel Cruz                                  | San Francisco Playhouse            |
| 2007      | Six Degrees of Separation                 | Paul                                        | San Francisco Playhouse            |
| 2008      | Troilus and Cressida                      | Troilus                                     | Pacific Repertory Theatre          |
| 2009      | A Civil War Christmas                     | Various ensemble roles                      | TheatreWorks Silicon Valley        |
| 2010      | Red Light Winter                          | Matt                                        | Custom Made Theatre Company        |
| 2010      | Mirrors in Every Corner                   | Watts                                       | Intersection for the Arts          |
| 2010      | In the Red and Brown Water                | The Egungun                                 | Marin Theatre Company              |
| 2011      | Fabulation, or the Re-Education of Undine | Flow Barnes Calles                          | The Lorraine Hansberry Theatre     |
| 2012      | A Behanding in Spokane                    | Toby                                        | San Francisco Playhouse            |
| 2015      | Hamilton                                  | Marquis de Lafayette / Thomas Jefferson     | The Public Theater                 |
| 2015–2016 | Hamilton                                  | Marquis de Lafayette / Thomas Jefferson     | Richard Rodgers Theatre            |
| 2019      | White Noise                               | Leo                                         | The Public Theater                 |
| 2019      | Freestyle Love Supreme                    | "Mr. Diggs"/Ell mateix (algunes actuacions) | Booth Theatre                      |

## Discografia

### Gravacions originals de Broadway
| Títol                                       | Detalls de l'àlbum                                                                                          | Millor posició | Millor posició | Millor posició | Millor posició | Millor posició | Millor posició | Millor posició | Millor posició | Millor posició | Millor posició | Millor posició | Millor posició | Millor posició | Notes |
| Títol                                       | Detalls de l'àlbum                                                                                          | US             | US Cast Albums | US OST         | US Rap         | US R&B/HH      | AUS            | BEL Flanders   | BEL Wallonia   | CAN            | IRE            | NZ             | UK             | UK OST         | Notes |
| ------------------------------------------- | --- | -------------- | -------------- | -------------- | -------------- | -------------- | -------------- | -------------- | -------------- | -------------- | -------------- | -------------- | -------------- | -------------- | --- |
| Hamilton (Original Broadway Cast Recording) | - Publicació: 25 de setembre de 2015 - Discogràfica: Atlantic Records - Formats: CD, descàrrega digital, LP | 2              | 1              | —              | 1              | —              | 42             | 181            | —              | —              | 52             | —              | 58             | 2              | - Artista, com a "Thomas Jefferson" i "Marquis de Lafayette" - Guanyador del Grammy al millor àlbum musical de teatre - Platí certificat 7 vegades als EE.UU |

### Carrera individual
- The BAY BOY Mixtape (2010) - col·laboració amb Rafael Casal[57]
- Small Things to a Giant (2012)[58]
- Blindspotting: The Collin EP (2018)[59]
- Seven Nights in Chicago (2019) - col·laboració amb Rafael Casal[60]

### clippin
La següent llista conté els àlbums, senzills i EP que Diggs va publicar juntament amb la banda clippin:
- Dba118 (2012) - EP[61]
- midcity (2013)[21]
- CLPPNG (2014)[22]
- Wriggle (EP) (2016) - EP[23]
- REMXNG (2016) - EP[62]
- Splendor & Misery (2016)[24]
- There Existed an Addiction to Blood (2019)[28]
- Chapter 319 (2020)[63]
- Visions of Bodies Being Burned (2020)[28]
- Puppy for Hanukkah (2020) - col·laboració amb Disney Channel[34]

### True Neutral Crew
La següent llista conté els àlbums i EP que Diggs va publicar juntament amb la banda True Neutral Crew:
- #MONSANTO (2013) - EP[64]
- #POPPUNK (2014) - EP[65]
- soft rules (2016)[30]

### Artista convidat
- Thumbs (2015) - convidat en "Surrounded by Millionaires"[66]
- Good For You (2016) - single; raper convidat[67]

## Premis i nominacions
| Any  | Premi                             | Categoria                                                                            | Feina              | Resultat  | Ref.          |
| ---- | --------------------------------- | ------------------------------------------------------------------------------------ | ------------------ | --------- | ------------- |
| 2015 | Premis Lucille Lortel             | Millor actor de repartiment d'un musical                                             | Hamilton           | Guanyador | [ 68 ]        |
| 2015 | Premis Drama League               | Millor actuació                                                                      | Hamilton           | Nominat   | [ 69 ]        |
| 2015 | Premis Theatre World              | Millor actuació debut                                                                | Hamilton           | Guanyador | [ 70 ]        |
| 2016 | Premis Tony                       | Millor actor de repartiment d'un musical                                             | Hamilton           | Guanyador | [ 71 ]        |
| 2016 | Premis Drama League               | Millor actuació                                                                      | Hamilton           | Nominat   | [ 72 ]        |
| 2016 | Premis Grammy                     | Millor àlbum de teatre musical                                                       | Hamilton           | Guanyador | [ 15 ]        |
| 2016 | Premis Fred and Adele Astaire     | Millor ballarí                                                                       | Hamilton           | Nominat   | [ 73 ]        |
| 2016 | Premis Broadway.com Audience      | Actor de repartiment d'un musical preferit                                           | Hamilton           | Nominat   | [ 74 ] [ 75 ] |
| 2016 | Premis Broadway.com Audience      | Actuació divertida preferida                                                         | Hamilton           | Nominat   | [ 74 ] [ 75 ] |
| 2016 | Premis Broadway.com Audience      | Primera actuació exitosa preferida (masculí)                                         | Hamilton           | Guanyador | [ 74 ] [ 75 ] |
| 2017 | Premis Hugo                       | Best Dramatic Presentation (Short Form) (as clipping.)                               | Splendor & Misery  | Nominat   | [ 26 ]        |
| 2018 | Atlanta Film Festival             | Innovator Award                                                                      | Blindspotting      | Guanyador | [ 76 ]        |
| 2018 | Premi Independent Spirit          | Millor actor                                                                         | Blindspotting      | Nominat   | [ 77 ]        |
| 2019 | Premis Outer Critics Circle       | Millor actor en una obra                                                             | White Noise        | Nominat   | [ 78 ]        |
| 2021 | Premis Critics' Choice Super      | Millor actor en una sèrie d'acció                                                    | Snowpiercer        | Guanyador | [ 79 ]        |
| 2021 | Premis Critics' Choice Television | Millor actor de repartiment d'una pel·lícula/mini sèrie                              | The Good Lord Bird | Nominat   | [ 80 ]        |
| 2021 | Premis Primetime Emmy             | Millor actor de repartiment d'un mini sèrie, sèrie anatològica o pel·lícula per a TV | Hamilton           | Nominat   | [ 81 ]        |
| 2021 | Premis Screen Actors Guild        | Millor actuació masculina en una mini sèrie o pel·lícula per a TV                    | Hamilton           | Nominat   | [ 82 ]        |